# Dwars door België 1999
La Dwars door België 1999, cinquantaquattresima edizione della corsa, si svolse il 24 marzo su un percorso di 200 km. Fu vinta dal belga Johan Museeuw della squadra Mapei-Quick Step davanti ai connazionali Michel Vanhaecke e Chris Peers.

## Ordine d'arrivo (Top 10)
| Pos. | Corridore           | Squadra              | Tempo    |
| ---- | ------------------- | -------------------- | -------- |
| 1    | Johan Museeuw       | Mapei-Quick Step     | 4h29'10" |
| 2    | Michel Vanhaecke    | Tonissteiner-Colnago | s.t.     |
| 3    | Chris Peers         | Lotto-Mobistar       | a 21"    |
| 4    | Tom Steels          | Mapei-Quick Step     | a 35"    |
| 5    | Frank Vandenbroucke | Cofidis              | s.t.     |
| 6    | Peter Van Petegem   | TVM-Farm Frites      | s.t.     |
| 7    | Lars Michaelsen     | FDJ                  | a 46"    |
| 8    | Henk Vogels         | Crédit Agricole      | s.t.     |
| 9    | Maarten den Bakker  | Rabobank             | s.t.     |
| 10   | Philippe Gaumont    | Cofidis              | a 56"    |